# Liliane Damaris Pollo
Liliane Damaris Pollo (Horizontina, 1978-1979) é uma engenheira química brasileira. Sua pesquisa sobre separação dos gases propano e propeno recebeu vários prêmios.

## Carreira
Liliane Damaris Pollo formou-se em Engenharia Química, pela Universidade Federal do Rio Grande do Sul. Em 2008, estava no Doutorado do Programa de Engenharia Química (PEQ) do Instituto Alberto Luiz Coimbra de Pós-Graduação e Pesquisa de Engenharia (COPPE), da Universidade Federal do Rio de Janeiro (UFRJ). Recebeu prêmios por sua pesquisa de um método energeticamente eficiente para a separação da mistura de propano e propeno utilizando membranas e nanotecnologia. O método gera matéria-prima para produtos da indústria química, como plásticos e resinas.
| “                       | Atualmente estes gases são separados em torres de destilação envolvendo elevados custos, tanto em energia quanto em infra-estrutura. A pesquisa que desenvolvo pode levar a uma vantagem energética (gastos menores em processos) e à adequação ecológica (descartes reduzidos no processamento). | ” |
| — Liliane Damaris Pollo | |   |

## Prêmios
- 2007 - Prêmio Petrobrás de Tecnologia, na categoria Petroquímica[1][3][4]
- 2008 - 1° Prêmio Dow de Sustentabilidade, na categoria doutorado[1][2][3][4]
- 2008 - Selecionada para apresentação no Congresso Mundial de Membranas[1][3][4]
- 2008 - Bolsista nota 10 da FAPERJ[1][3][4]
- 2010 - Prêmio Kurt Politzer de Tecnologia[5]